# 希爾斯伯勒 (密蘇里州)
希爾斯伯勒（英語：Hillsboro）是位於美國密蘇里州傑佛遜縣的城市。同時該地也是傑佛遜縣的縣治。

## 人口
根據2020年美國人口普查的數據，希爾斯伯勒的面積為9.95平方千米，皆為陸地。當地共有人口3473人，而人口密度為每平方千米349人。